# Ghoshavasu
Ghoshavasu est le septième empereur de l’empire Shunga. Il fut précédé par Pulindaka et Vajramitra lui succéda.

## Source
- (pt) Cet article est partiellement ou en totalité issu de l’article de Wikipédia en portugais intitulé « Gosa » (voir la liste des auteurs).